# 资产没收国库执行办公室
资产没收国库执行办公室 （Treasury Executive Office for Asset Forfeiture，简称TEOAF），也译作财政部资产没收执行办公室，是美国联邦政府在美国财政部设立的一个机构，成立于1992年。TEOAF负责监理财政部没收基金（Treasury Forfeiture Fund，简称TFF）。它利用从金融欺诈头目（如庞氏骗局或信用卡黑客）那里没收的资产来偿还金融受害者。
TEOAF接收由美国国税局刑事调查处、美国财政部、美国移民和海关执法局、美国海关和边境保护局、美国特勤局和美国海岸警卫队进行的非税收没收。

## 职能
作为TFF的管理者，TEOAF履行以下职能：
- 促进使用资产没收的收益来资助旨在打击犯罪企业和加强没收能力的计划和活动；
- 管理TFF的收入以支付资产没收项目的费用；
- 促进TFF的财务稳定和活力；
- 识别和解决项目风险。[7]